# Mekarsari (Cimerak)
Mekarsari is een bestuurslaag in het regentschap Ciamis van de provincie West-Java, Indonesië. Mekarsari telt 3834 inwoners (volkstelling 2010).